# De Olijftak (Antwerpen)
De Olijftak was een rederijkerskamer en culturele vereniging in Antwerpen.

## Geschiedenis
De Olijftak, opgericht in 1510, was van de zestiende tot de achttiende eeuw een gevestigde rederijkerskamer in Antwerpen.
Nadat ze was verdwenen werd ze in 1835 weer tot leven gewekt door Michiel van der Voort en Theodoor Van Ryswyck. De dichters spiegelden zich aan de eertijds prestigieuze kamer en verhoopten op eenzelfde niveau een Vlaamsgezinde vereniging te doen bloeien. Ze namen het wapenschild met de olijftak over van de vroegere kamer, samen met de kenspreuk van de drukker Christoffel Plantijn Labore et Constantia.
De stichters leverden met deze vereniging in de volkstaal een reactie op de in 1834 opgerichte Société des Sciences, lettres et arts d'Anvers.
Het succes was aanzienlijk. De vereniging kreeg steun en medewerking van het stadsbestuur en al wie als schrijver of schilder meetelde in Antwerpen, werd er lid van. De feesten van de vereniging, opgeluisterd door muziek, zang, dans en toespraken kenden succes.
In 1836 werd Hendrik Conscience lid, voorgedragen door Jan De Laet of volgens andere bronnen door Theodoor Van Ryswyck. Het was alvast deze laatste die er Conscience van weerhield zijn De leeuw van Vlaanderen in het Frans te schrijven.
Er werd ook politiek bedreven. In 1839 hield Conscience op een banket van de vereniging, zijn betoog tegen de aanvaarding van het Verdrag der XXIV Artikelen, die er onvermijdelijk toch kwam.
In 1840, speelde De Olijftak een voortrekkersrol bij de oprichting en inhuldiging van het standbeeld van Pieter Pauwel Rubens. Het was Conscience die de inhuldigingsrede hield en een letterkundige prijsvraag werd door de kamer georganiseerd.
In 1845 verscheen het eerste van de acht delen van de Geschiedenis van Antwerpen door Frans Hendrik Mertens en Karel Lodewijk Torfs. Het werk was door de kamer besteld en werd door haar uitgegeven.
In 1846 werd Karel Lodewijk Ledeganck plechtig in de kamer ontvangen, ter gelegenheid van de publicatie van De drie Zustersteden. 
Alles was nochtans niet vredig in het leven van de kamer. In de jaren veertig woedde een hevige polemiek tussen unionisten die Vlaanderen binnen het Belgisch staatsbestel wilden integreren en tevens katholieken en liberalen in één politieke structuur wilden houden, en degenen die dat niet genegen waren. Conscience wilde een Belgische nationale partij met Vlaamse inslag. Dit werd bestreden in liberale publicaties, zoals De Roskam en De Schrobber. Zowel Conscience als De Laet en Lodewijk Vleeschouwer werden uit de Olijftak geweerd. Ze richtten een concurrerende vereniging op onder de naam Voor Tael en Kunst. 
Een laatste genster sloeg de kamer in 1850, onder de leiding van Lodewijk Gerrits, August Snieders en Jan-Baptist Van Ryswyck. Gerrits droeg op een bijeenkomst een oproep tot het Vlaamse volk voor, die ook in druk verscheen. Het was een nogal vage en vergeefse oproep om zich als Vlamingen in eenzelfde politieke partij te groeperen.

## 1875
Na een periode van inzinking, hernam De Olijftak haar activiteiten, onder de leiding van de voorzitters Julius De Geyter en Emmanuel Rosseels. Er kwam niet zo veel Vlaamsgezindheid meer aan te pas.
De vereniging organiseerde letterkundige plechtigheden en feesten. Ze was ook de organisator van twee Antwerpse evenementen, de Historische stoet in augustus 1875 en de Geschiedkundige Avondtoptocht in 1877.

## Nadien
In de twintigste eeuw greep de vereniging terug naar de oude rederijkerstraditie, door het organiseren van toneelopvoeringen.
In 1976 nam de in 1912 gestichte amateurtoneelvereniging Schoolbond 20 de naam De Olijftak aan. Ze organiseerden, tot in de eenentwintigste eeuw, opvoeringen in de Theaterkelder Den Olijftak.

### Over de oude rederijkerskamer
- Peter Jozef VISSCHERS, Een woord over de oude Rhetorykkamers in het algemeen, en over die van Antwerpen in het byzonder, in: Belgisch museum voor de Nederduitsche tael- en letterkunde en de geschiedenis des vaderlands. Deel 1, 1837.
- Jan Frans WILLEMS, Chronologische lyst Van oorkonden, de kamers van rhetorica te Antwerpen betreffende, in: Belgisch museum voor de Nederduitsche tael- en letterkunde en de geschiedenis des vaderlands. Deel 1,	1837.
- Jaconelle SCHUFFEL, 'Comt alle menschen, schept consten’. De Zeven Vrije Kunsten in de spelen van de Olijftack en de Goubloeme, op het Landjuweel van 1561, in: Voortgang. Jaargang 17, 1997.
- J. B. OOSTERMAN & B. A. M. RAMAKERS, Brief van Richard Clough over het Landjuweel van 1561, in: Kamers, kunst en competitie, 2001.

### Over De Olijftak na 1835
- Ger SCHMOOK, Hendrik Conscience en consorten schrijven aan zijne mazjesteit Leopold I op 10 oktober 1846, 1984.
- Emiel WILLEKENS & Sam VAN CLEMEN, De Olijftak, in: Nieuwe encyclopedie van de Vlaamse Beweging, Tielt, 1998.